# Antonio Carra
Antonio Carra (Parma, 17 agosto 1807 – Parma, 24 ottobre 1877) è stato un magistrato, docente e politico italiano.